# Charter School

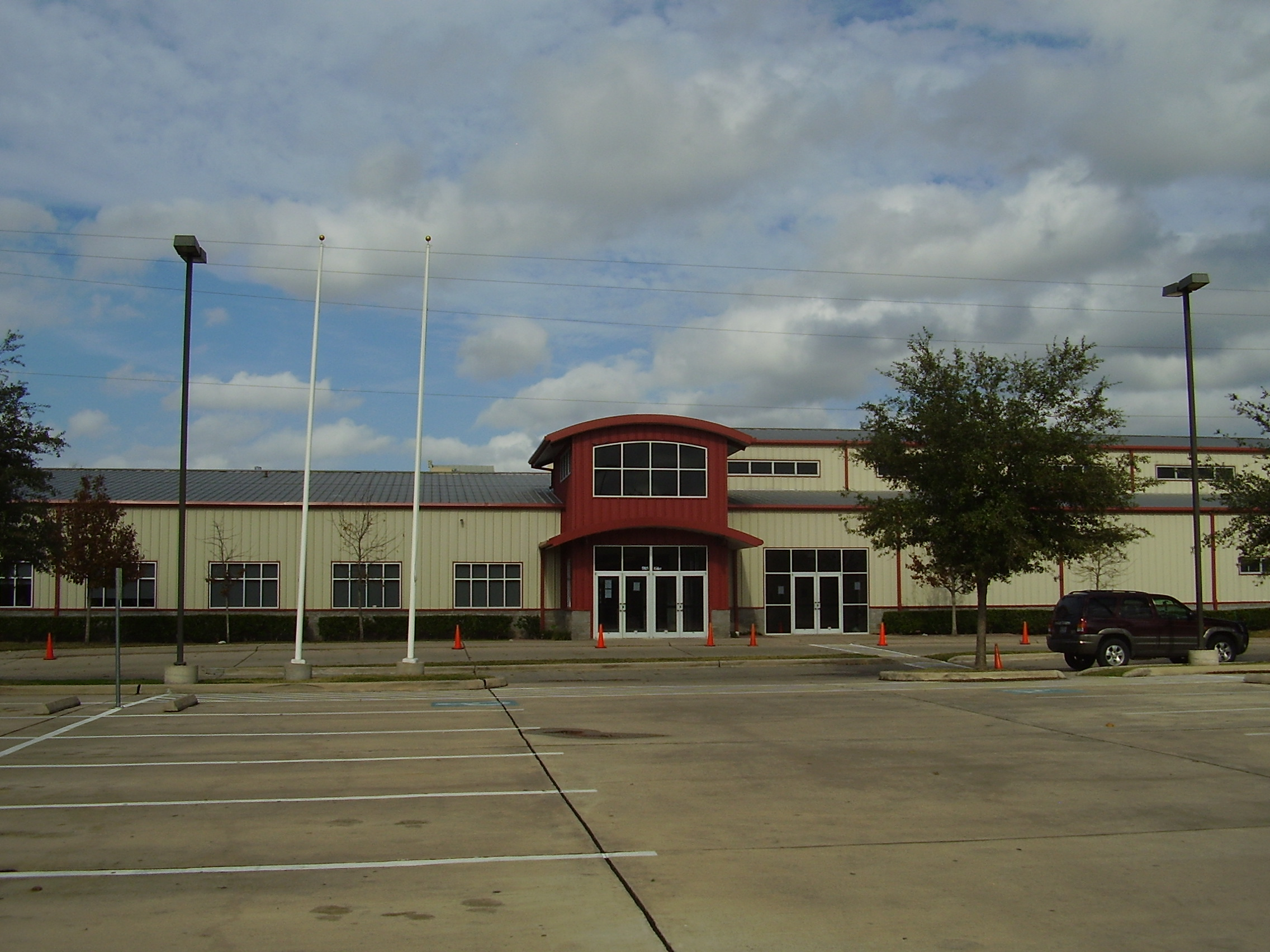
SER-Niños Charter School

Charter Schools in den USA sind Schulen in freier Trägerschaft, deren Bau und Betrieb vom Staat finanziert werden. Sie verlangen kein Schulgeld und zählen zum öffentlichen Schulwesen. Charter Schools genießen große Autonomie, das heißt, sie bestimmen ihre Lehrpläne selbst, wählen ihre Lehrer selbst aus und können sogar die Zahl der Unterrichtsstunden erhöhen. Ihr Betrieb beruht jeweils auf einem Vertrag („charter“) zwischen dem Schulträger und der Schulbehörde („school district“). Sie bieten Elementary Education, vergleichbar mit der Primarstufe (Grundschule) in Deutschland, und die weiterführende Secondary Education. Ob diese Schulen besser sind als herkömmliche öffentliche Schulen („public schools“), ist in den USA umstritten.

## Grundlagen
Charter Schools werden von unterschiedlichen Akteuren gegründet. Dazu zählen laut Tageszeitung Die Welt, Online-Ausgabe „Privatleute, Milliardäre, Konzerne, Non-Profit-Organisationen, Universitäten und Forschungseinrichtungen“. Die Träger der Schule sind in der Regel als gemeinnützig („non-profit“) anerkannt. Ein gutes Drittel aller Charter Schools wird von einer Management-Organisation geführt. Die erste Charter School eröffnete 1992 in Minnesota. Heute existieren in den USA rund 7.000 dieser Schulen mit etwa 3,2 Millionen Schülerinnen und Schülern. Zum Vergleich: An herkömmlichen public schools lernen 47,5 Millionen Schüler, an Privatschulen 5,9 Millionen Schüler.

## Pro-Argumente
Befürworter erklären: Charter Schools sind flexibler und innovativer als traditionelle public schools. Sie können Lehrplan und Unterricht genau auf eine Zielgruppe und deren Bedürfnisse zuschneiden. So gibt es Charter Schools, die sich speziell an Afroamerikaner, indigene Amerikaner oder griechische Einwandererkinder richten. Andere Charter Schools werden gezielt in Stadtteilen gegründet, in denen viele Arme und Arbeitslose leben. Die Gründung von Charter Schools sorgt außerdem dafür, dass Eltern ihre Kinder nicht zur nächstgelegenen public school schicken müssen, sondern Wahlmöglichkeiten haben (school choice). Dadurch entsteht Wettbewerb unter den Schulen, was zu einer höheren Qualität des Bildungswesens führen soll.

## Contra-Argumente
Kritiker sagen: Eine Reihe von Charter-School-Trägern ist gewerkschaftsfeindlich eingestellt und praktiziert eine Personalpolitik des „Heuern und Feuerns“. Die Fluktuation von Lehrkräften an Charter Schools ist auch deshalb hoch, Schülerinnen und Schüler müssen sich immer wieder an neue Lehrer gewöhnen. Charter Schools haben im Gegensatz zu anderen public schools die Möglichkeit, zumindest indirekt ihre Schüler auszusuchen. So gibt es Charter Schools, die ihre Formulare nur auf Englisch anbieten, was für Einwandererfamilien eine Hürde darstellt. Andere Schulen nehmen nur Kinder auf, die gute Vornoten in Mathematik mitbringen. Eine Studie von 2018 kommt zu dem Schluss, dass Schülerinnen und Schüler mit Behinderungen an Charter Schools insgesamt unterrepräsentiert sind. Auf Kritik stoßen zudem die hohen Gehälter, die einige Charter-School-Manager beziehen. Gründung und Betrieb von Charter Schools führen nach Meinung der Charter-School-Skeptiker nicht zu mehr Qualität im Bildungswesen. Denn Charter Schools entziehen dem Staat Gelder, die für herkömmliche public schools fehlen.
Förderer
Charter Schools und deren Verbände werden von großen US-Stiftungen und Milliardären finanziell gefördert. Dazu zählen die Bill & Melinda Gates Foundation, die Eli and Edythe Broad Foundation (Baubranche, Versicherungen) und die Walton Family Foundation („Walmart“). Die US-Präsidenten George W. Bush, Bill Clinton und Barack Obama unterstützten Charter Schools. Auch US-Präsident Donald Trump gehört zu den Befürwortern.
Studien zur Qualität
Wissenschaftliche Untersuchungen kommen zu unterschiedlichen Ergebnissen. Eine Studie der Stanford University von 2009 ergab, dass Schüler an Charter Schools in Mathematik und Lesen schlechter abschneiden als Schüler, die eine herkömmliche public school besuchen. Eine Studie der University of California, San Diego aus dem Jahr 2014 zeigte auf: Charter Schools produzieren „höhere Lernerfolge in Mathematik“ („higher academic gains in math“) als traditionelle public schools. „Keine signifikante Unterschiede“ („no significant differences“) gebe es hingegen beim Lesen. Laut einer Studie der Stanford University von 2017 gilt: Charter Schools, die von kommerziellen Unternehmen geführt werden, erzielen schlechtere Ergebnisse als Charter Schools, die von non-profit-Einrichtungen geleitet werden. Zwei Studien von 2016 wählten als Merkmal für Schulqualität, wie hoch das Einkommen der Schul-Absolventen ist. Wieder ergeben die Resultate kein einheitliches Bild: Die Studie der Georgia State University, Vanderbilt University und des Mathematic Policy Research beschäftigte sich mit Schul-Absolventen in Florida und kam zum Schluss: Wer eine Charter School besucht hat, erzielt höhere Einkommen als jene, die auf einer traditionellen public school waren. Zu einem anderen Ergebnis kam eine Untersuchung der Harvard University und der Princeton University. Sie beschäftigte sich mit Absolventen in Texas und fand heraus: Charter-School-Absolventen verdienen weniger.
Korruption und Missmanagement
Die US-Bildungsforscherin Diane Ravitch berichtete 2013 von einer Charter-School-Kette in Arizona, die für eine Million US-Dollar Lehrbücher bestellte – bei einer Firma, die einem Mitglied des Charter-School-Aufsichtsrates gehörte. Der Betreiber einer anderen Charter-School-Kette war gleichzeitig Eigentümer eines Unternehmens, das die Charter Schools mit Waren und Dienstleistungen versorgte. Im Jahr 2004 meldete die California Charter Academy (CCA) Bankrott an, 6.000 Schüler standen nach den Sommerferien vor verschlossenen Türen. 2007 wurden zwei ehemalige CCA-Verantwortliche angeklagt. Sie standen im Verdacht, öffentliche Gelder in Millionenhöhe veruntreut zu haben. Bis September 2017 kam es allerdings nie zu einem Gerichtsverfahren.